# Редондо, Фернандо
Ферна́ндо Карлос Редо́ндо Нери Уэрта (исп. Fernando Carlos Redondo Nery Huerta; род. 6 июня 1969, Адроге, Буэнос-Айрес) — аргентинский футболист, выступавший на позиции опорного полузащитника. Трёхкратный победитель Лиги чемпионов УЕФА (1998 и 2000 — «Реал Мадрид», 2003 — «Милан»).

## Биография

### Клубная карьера
Фернандо Карлос Редондо Нери родился в пригороде Буэнос-Айреса Адроге. Он рос в обеспеченной семье и получил хорошее образование. Но, учась на пятерки, он успевал активно заниматься футболом. В 15 лет дебютировал в составе клуба «Аргентинос Хуниорс».
В этой команде Редондо отыграл пять лет и отправился покорять Европу. Сначала он попал в скромный испанский «Тенерифе». Фернандо не смог провести за эту команду ни одного полного сезона, так как довольно часто получал повреждения. Но, несмотря на травмы, он попал в сферу интересов ведущих клубов Европы.
Борьбу за Редондо выиграл мадридский «Реал», который заплатил за игрока сборной Аргентины 18 миллионов долларов. Главным инициатором этого перехода был бывший главный тренер островитян Хорхе Вальдано, который в то время уже работал в мадридском клубе.
Дебютный сезон у Редондо выдался скомканным из-за травмы, полученный ещё на предсезонных сборах. Однако, вернувшись в строй, Фернандо быстро отвоевал себе место в основе.
Сезон 1997/1998 Редондо провел на высочайшем уровне и стал одним из главных творцов успеха клуба в Лиге чемпионов, где в финале он в одиночку деклассировал полузащиту туринцев в лице Эдгара Давидса и Дидье Дешама.
Редондо получил широкую известность 19 апреля 2000 года после ответного матча 1/4 финала Лиги чемпионов УЕФА 1999/2000 против «Манчестер Юнайтед» на «Олд Траффорд». Во втором тайме полузащитник «Реала», подхватив мяч на своей половине поля, редким по красоте финтом переиграл на левом фланге защитника хозяев Хеннинга Берга, после чего, войдя в штрафную площадь МЮ, выдал от лицевой линии голевую передачу на пустые ворота Раулю, который забил третий гол в матче. Редондо признался, что придумал этот финт, выступая ещё в Аргентине, но никогда не проделывал его в матчах чемпионата Испании, и решение применить этот финт возникло у него по ходу атаки. «Реал» в итоге победил 3:2 и по сумме двух матчей вышел в полуфинал (в Мадриде команды сыграли 0:0). Тренер «Манчестер Юнайтед» Алекс Фергюсон удивлялся после матча: «Что у этого игрока в бутсах? Магнит?». «Реал» в дальнейшем выиграл Лигу чемпионов, разгромив в финале «Валенсию» (3:0), а Редондо был признан лучшим футболистом турнира. В финальном матче Редондо также продемонстрировал эффектный дриблинг, обыграв в центре поля Фариноса.
В мадридском клубе он играл до 2000 года. Но был вынужден покинуть любимую команду, так как в клуб пришёл Флорентино Перес. Новый президент частично компенсировал покупку у «Барселоны» Луиша Фигу продажей Редондо в «Милан».
Но в итальянском клубе «Принц» (как прозвали его болельщики) так и не смог заиграть. Постоянные травмы и операции поставили крест на его дальнейшей профессиональной карьере. Когда Редондо понял, что уже не сможет оправиться после разрыва крестообразных связок, то, несмотря на действующий контракт и прекрасные отношения с руководством, он сам отказался получать зарплату в миланском клубе.
Над решением уйти из большого футбола Редондо раздумывал долго. В 2004 году вице-президент «Милана» Адриано Галлиани предложил аргентинцу продлить контракт, но Фернандо решил отказаться и посвятить себя семье.
Несмотря на то, что Редондо объявил об окончании карьеры, многие клубы до последнего пытались заполучить этого игрока. У него были предложения из Англии, Катара и любимой Испании. Фернандо хотел продолжить выступление на Пиренейском полуострове, но был готов согласиться на предложение только одного клуба — «Реала». Но максимум, что ему предложил его бывший клуб, это играть за команду ветеранов. Фернандо отказался и в 2004 году повесил бутсы на гвоздь.

### Карьера в сборной
В сборной Аргентины Редондо дебютировал в 1992 году в матче с Австрией (2:0). Это могло бы случиться и раньше, но Редондо отказался ехать на Чемпионат мира по футболу 1990, ссылаясь на то, что не может бросить учёбу на экономическом факультете. В 1994 году Фернандо поехал в составе сборной, будучи основным футболистом национальной команды. В первой же игре со сборной Грецией Редондо сделал голевой пас на Марадону, а его команда победила 4:0.
Однако спустя один матч Марадона был дисквалифицирован. А без него команда проиграла две встречи; после матча с Болгарией Редондо сказал Марадоне: «Я искал тебя, искал тебя на поле и не мог найти… Я искал тебя весь матч». «Принц» играл за сборную до 1999 года. Кроме постоянных травм, помешал ему проявить себя в национальной команде и конфликт с тренером Даниэлем Пассареллой. Тренер потребовал, чтобы все игроки перед ЧМ-1998, ради укрепления дисциплины, коротко постриглись. И если Батистута согласился расстаться со своей шевелюрой, то Редондо с Каниджей открыто высмеяли странное требование Пассареллы и, конечно, не поехали на мировое первенство.

## Достижения

### Командные
«Реал Мадрид»
- Чемпион Испании (2): 1994/95, 1996/97
- Обладатель Суперкубка Испании: 1997
- Победитель Лиги чемпионов УЕФА (2): 1998, 2000
- Обладатель Межконтинентального кубка: 1998

«Милан»
- Чемпион Италии: 2003/04
- Обладатель Кубка Италии: 2002/03
- Победитель Лиги Чемпионов УЕФА: 2003
- Победитель Суперкубка Европы: 2003

Сборная Аргентины
- Победитель Чемпионата Южной Америки (юноши до 16 лет): 1985
- Обладатель Кубка конфедераций: 1992
- Обладатель Кубка Америки: 1993

### Личные
- Лучший игрок Кубка конфедераций: 1992[8]
- Входит в состав символической сборной Европы по версии ESM: 1997/98
- Клубный футболист года по версии УЕФА: 2000